# 11eyes -죄와 벌과 속죄의 소녀-
《11eyes -죄와 벌과 속죄의 소녀-》(일본어: 11eyes -罪と罰と贖いの少女-)는 2008년 4월 25일 LASS가 발매한 비주얼 노벨이다. 이를 원작으로 하는 애니메이션으로 부제를 제거한 11eyes라는 제목으로 2009년 10월부터 12월까지 방영되었다. 애니메이션의 제작은 동화공방이 담당하였고, 감독은 시모다 마사미가 맡았다.

## 개요
Lass사의 작품에서는 처음으로, 주인공 디자인이 설정되었다. 주인공을 하나의 영웅으로서 설정하는 작품이 많아지는 추세에 따라, LASS사도 팬들의 바람을 반영하여 본작에서는 주인공에게 디자인을 설정하게 되었다. 같은 시간에서 다른 주인공의 이야기를 진행하는 새로운 비주얼시스템 〈크로스 비젼 모드〉를 채용하여 이야기를 보다 깊게 이해할 수 있도록 배려된것이 특징이다. 본 작의 캐릭터, 세계관 일부를 3days와 연결시켰다.

## 스토리
본편「죄와 벌과 속죄의 소녀」
캐치프레이즈는 「그 아이(눈/사랑)이 운명을 바꾼다」。
누나를 잃고 나서 의욕을 상실한채 일상을 보내고 있던 주인공·사츠키 카케루는 소꿉친구인 미나세 유카와 갑자기 하늘이 붉게 물든 세계로 끌려 들어가게 된다. 그리고, 같은 그 세계로 끌려 들여진 다른 4명의 소년 소녀와 함께, 그들을 죽이려는 흑기사들의 존재를 안다. 살아 남기 위해서, 그리고 〈붉은 밤〉을 끝내기 위해서, 흑기사들과의 싸움이 시작된다. 제목의 '11eyes'는 외눈인 주인공과 나머지 5명의 주역을 뜻한다.
추가 시나리오「공허한 경계」
캐치프레이즈는 「이것이 새로운 세계의 마술(리얼)」。

## 등장 인물
※담당 성우는 PC판 / Xbox360·텔레비전 애니메이션판의 순서.

### 붉은 밤으로 끌여들여진 소년 소녀들
돌연, 정체 불명의 현상 「붉은 밤」으로 끌여들여진 소년 소녀들. 덮쳐 오는 어둠 정령이나 흑기사로부터 도망쳐 싸워, 붉은 밤을 살아 남기 위해서 동료와 함께 직면한다. 전원이 이능자이다(카케루와 유카는 중반까지 자각하지 않았다). 암호는 「친구와 내일을 위해!」.
사츠키 카케루(일본어: 皐月 駆)
성우 - 나카모토 신스케 / 오노 다이스케, 카나다 아키(유소기)
본작의 주인공. 虹陵館학원 2년 A조
7월 18일태생 신장 179cm, 체중 74kg
5년 전에 누나가 자살하고 나서 나태한 생활을 보내고 있다. 취미가 학교 옥상에서 독서하는 것 등 기본적으로 사람과 교제하는 것이 적다. 따라서 자신부터 사람을 유혹한다고 말하는 것이 없기 때문에, 그것을 하면 주위에 놀라진다. 항상 안대를 하고 있는 우목은 선천적으로홍채 이색증(헤테로크로미아)이며 색이 사람과 달라 시력을 잃고 있다. 그러나 후에 그것이 「겁(아이온)의 눈」인 것이 판명된다.
부모님에 관한 기억을 가지지 않고 누나나 유카 모두 시설 「아야메원」으로 자랐다. 그 후 시설을 나와 누나와 생활을 하고 있었지만 누나를 잃고 나서는 미나세 가에 거두어 져 현재는 미나세 가의 원조에 의해서 독신 생활 생활비의 일부는 찻집 「치베리아다」로 아르바이트로 변통 하고 있다. 유카에 대해서 가족에게도 가까운 감정을 가지고 있어 자신도 미스즈들에게 지켜지고 있는 몸이면서 그녀를 지키려고 한다.
OVA로의 긴 시간의 눈은 옷의 투시 능력이 추가되었다.
미나세 유카(일본어: 水奈瀬 ゆか)
성우 - 아구미 오토 / 고토 마이
6월 21일태생 신장 154cm, 체중 41kg 쓰리 사이즈는 B88/W59/H89
카케루의 소꿉친구이며 같은 2년 A조 구성은 「鶴葉」
울보로 아이같은 성격을 하고 있어 ぺん蔵さん와 명명한 펭귄의 형태를 한가방을 애용하고 있다(내용을 꺼낼 때 기성(?)을 준다). 「うゆ」가 말버릇
카케루와 함께 시설 「아야메원」으로 자라, 미나세 가에 양녀로서 초대되어 생활하고 있다. 양부모의 이름은 미나세 信弘·千早 카케루에 의존하고 있는 경향을 볼 수 있고 카케루만 있으면 괜찮다고 생각하고 있다. 다른 히로인들과 교류하고 있는 카케루에 점차 질투감을 수반하는 망상을 안아 카케루 이외의 인물의 위기에는 무관심이 되는 등 잔학한 일면이 보이기 시작한다.
중반으로 적 아군 모든 특수 능력의 발현을 일시적으로 막는 「영광의 손(핸즈 오브 글로리)」의 힘에 눈을 뜬다. 그러나 그 능력의 정체는 완전한 별개
애니메이션 11화로 그녀는 죽는 운명에 있었지만(실제로 1도 죽어 있다) 그 후 카케루가 가지는 「아이온의 눈」의 진정한 힘에 의해서, 무사했다.
OVA에서는 남자를 여자로 바꾸는 능력에 변화하고 있어 카케루와 타카히사를 여자로 바꾸어 버렸다.
쿠사카베 미스즈(일본어: 草壁 美鈴)
성우 - 하루카 / 아사카와 유우
9월 23일태생 신장:169cm、체중:54kg スリーサイズはB83/W56/H81
카케루의 1살 연상의 선배로 虹陵館학원의 3년 A조
음양사의 4대 명문의 하나인 「쿠사카베 가」가 핏줄을 이어받고 있어음양사로서 세련된 전투 기술을 가지고 있다. 하지만 쿠사카베가의 보도인 5개의 요도#쿠사카베 5도를 모두 실력으로 손에 넣은 것을 계기로 쿠사카베가의 딱지를 잡아 일족에게서 쫓겨 버리게 된다.
「붉은 밤」으로 끌여들여진 멤버의 리더격이며 모두를 정리하는 역할을 담당하고 있다. 긴 흰색 장갑에 숨겨진 조에 전술의 요도를 봉인한 운이 베풀어 있다. 또 식신을 사역할 수 있다. 너무 고지식한 성격이지만 때문 근년의 젊은이의 경향에 서먹하다고 하는 단점을 가진다. 또 쿨 뷰티인 외형과는 정반대로 순수한 소녀 만화를 좋아하는 면도 익살자 타카히사와는 견원지간이며 『馬鹿者』『〜したまえ』가 말버릇
선조인 쿠사카베 미사오를 동경하고 있어 그녀를 넘으려고 날들 단련을 하고 있었다. 그러나 적으로서 미사오 본인과 대치했을 때에 힘의 차이를 보게 되고 마음을 꺾어져서면서도 우물 안 개구리인 자신의 무력함을 다시 보고 있다.
OVA에서는 칼 대신에 바이브 레이터가 나올 수 있게 되었다.
타치바나 쿠쿠리(일본어: 橘 菊理)
성우 - 마츠다 리사 / 리키마루 노리코
9월 8일태생 신장 159cm, 체중 46kg 쓰리 사이즈는 B91/W58/H88
미스즈와 같은 虹陵館학원의 3년 B조로 카케루들과 만나기 전부터 그녀와 붉은 밤을 살아 남아 왔다.
카케루의 누나인 사츠키 쿠쿠리와 같은 이름이며 완전히 같은 용모를 하고 있다. 말을 할 수 없기 때문에 항상 스케치북을 가지고 다녀 필담에 의해서 커뮤니케이션을 취한다(보이스는 일부 파트에게만 존재한다). 13세 이전의 기억을 잃고 있어 현재는 소설가인 타치바나 다이스케에 거두어 져 생활하고 있다.
아브락사스로 불리는 천사의 형상을 한 수호 천사를 자신의 영혼을 촉매로서 구현화 조작한다. 아브락사스는 고문 기구로 구속된 모습을 하고 있어 몸에 얽혀 붙은 쇠사슬을 사출하는 일에 의해 적을 구속 공격한다. 또 어느 정도의 치유 능력도 가진다.
스케치북을 가지고 다니고 있기 때문에 특기는 스케치(본인담)이지만 실제로는 유치원아 클래스의 그림 밖에 그릴 수 없다.(이 스케치북의 일러스트 및 문장을 담당한 것은나루미 유우「특제 설정 자료집」25 p에서)
OVA에서는 회화가 가능하게 되었지만 폭탄 발언이 많기 때문에 미스즈에 말하지 말라고 해 버렸다.
히로하라 유키코(일본어: 広原 雪子)
성우 - 미루 / 이치무라 오마
3월 21일태생 신장 153cm, 체중 40kg 쓰리 사이즈는 B73/W52/H76.
虹陵館학원의 1년 C조 카케루의 아르바이트처인 「치베리아다」의 신인 아르바이트
히로하라 재벌·히로하라 喜十郎의 가계이지만 일족의 규칙에 의해 본가에서는 의절되고 있다.
밝게 엉뚱함이 없는 발언이 많아 무드 메이커적 존재 정반대의 성격이기 위해 미스즈도 약간 서투른 의식을 가지고 있다.
전전 작의 히로인히로하라 츠키코를 따르고 있어 그녀의 언동을 모방하고 있다. 그 제1보로서 교내에 「고현학부(별명세계를 많이 혼란시키는 히로하라 유키코의 단)」를 만들었지만 방은모 캐릭터의 머리 부분 선두라고 쓰여진 과자, 아버지 모자, E캔, 어떤 세균의 봉제인형, 어떤 마법 소녀의 스틱등... 꽤 광적인 것이 갖추어져 있다. 회화에도 기출 애니메이션 만화 대사를 떠나 기분 없게 인용한다.
상기의 인격은 가짜 모습이며 본성은 대부분 감정이 결핍해 기계적으로 움직이는 전투 머신 특수한 암시가 걸린 안경의 착탈에 의해 인격을 넣어 바꾸고 있다. 강력한 자기 재생 능력을 가진다. 또 안경을 걸치고 있는 경우에서도 기색을 눈치채이지 않고 미스즈에 가까워질 정도의 기술을 가진다.
유년시절은 「드라스베니아 연방」의 용병으로서 전쟁에 몸을 던지고 있어 죽을 수 없는 몸이기 때문에 많은 인간을 죽이면서 많은 동료를 잃은 과거를 가진다. 현재의 천진난만한 성격이라 「괴물」인 자신을 싫어한 일이지만 순수하게 접해 주는 타카히사에 호의를 안는다. 그러나 그 호의가 후에 그녀를 괴롭힌다.
유일 본편으로 3사이즈가 공표된 캐릭터
OVA로의 본성은 가짜의 인격과는 다른 의미로 보다 과격한 행동을 취하는 인격이 되고 있어 미스즈에게 기절 당했다.
타지마 타카히사(일본어: 田島 賢久)span>
2월 15일 태생 신장 185cm, 체중 80kg
성우 - アンダルシア / 모리쿠보 쇼타로, 타무라 무츠미(아이시절)
虹陵館학원 2년 F조에 소속하는 학생이지만 무단 결석이나 신 아야메 방면에서 자주 싸움을 일으키는 등의 불량아 카케루와 동학년이지만 전술의 이유로부터 유급 하고 있기 때문에, 실연령은 20세에 있다.
항상 담배(종목은피스 (담배))를 흡연하고 있어 그 이외때는 무엇인가를 먹고 있는 대식가(본인 가라사대 능력의 영향으로 칼로리 소비량이 많기 때문에는 아닐까 추측하고 있다).익살스럽고 타다시과 같이 자신의 버릇에 정직한 캐릭터
자연발화 능력인파이로키네시스를 가지고 있다. 이 능력을 처음으로 사용한 것은 폭력적인 부친의 학대로부터 여동생을 지키기 때문에 있어 그 때 부친을 살해하고 있다. 그 후부랑아로서 거리를 방황하고 있었을 무렵에 레이디스 시대의 사이코와 만나 그녀의 버팀목으로 현재에 이른다. 그 때문에 평상시는 답답해하면서도 그녀에게 모친과 같은 애정과 감사의 생각을 가지고 있었지만 그 일이 후의 비극의 발단이 된다.
OVA에서는 불꽃 대신에 물을 낼 수 있게 되었다.

### 흑기사
아와리티아(일본어: アワリティア)
이라(일본어: イラ)
인비디아(일본어: インヴィディア)
아케디아(일본어: アケディア)
그라(일본어: グラ)
스펠비아(일본어: スペルビア)

### 서브 캐릭터
모모노 시오리(일본어: 百野 栞)
베라드(일본어: ヴェラード)
리젯트 벨톨(일본어: リゼット・ヴェルトール)
나츠키 카오리(일본어: 奈月 香央里)
테루야 타다시(일본어: 照屋 匡)
아카미네 사이코(일본어: 赤嶺 彩子)
타지마 에마(일본어: 田島 恵麻)
타카히사의 여동생.
쿠로다 타카히로(일본어: 黒田 隆弘)
사츠키 쿠쿠리(일본어: 皐月 菊理)
카케루의 누나.
쿠사카베 료이치(일본어: 草壁 遼一)
쿠사카베 미사오(일본어: 草壁 操)
미셸 막시밀리앙(ミシェル・マキシミリアン)
히로하라 츠키코(広原 睦子)

### Xbox 360판 등장 캐릭터
아마미 슈우(일본어: 天見 修)
아즈마 시오네(일본어: 吾妻 汐音)
코우노 미오(일본어: 紅野 澪)
쿠로시바 카나에(일본어: 黒芝 かなえ)
갈라테이아

### 교황청·금서 목록성성 「인덱스」
서가의 울스라
소피아 미즐리

#### 토벌 부대
무지개의 게오르기우스(虹のゲオルギウス)
성골의 세바스티아누스
용해의 이레네
서가의 베네딕투스
서가의 스콜라티카
전퇴의 삼슨

### 마술 결사「툴레」
리제롯테 벨크마이스터(リーゼロッテ・ヴェルクマイスター)
발터 디트리히(ヴァルター・ディートリヒ)
소피아 미즐리(ソフィア・ミーズリー)
후 만츄(フー・マンチュウ)
콜바스 멜크리우스(コルヴァス・メルクリウス)
쿠로시다 카나에(黒羊歯鼎(くろしだ かなえ))
아이나스 레벤하이트(アイナス・レーベンハイト)

## 용어

### 붉은 밤
검은 달(黒い月)
어둠정령(랄바)(闇精霊(ラルヴァ))

### 쿠사카베 오보
코가스마루(小烏丸天国)
火車切広光
라이키리(雷切)
鉋切長光
真打・도우지기리 야스츠나

### 취옥비(翠玉碑(すいぎょくひ))
허무의 마석 조각(虚無の魔石の欠片)
허무(클리포트)의 마석(虚無の魔石(クリフォトのませき))
겁(아이온)의 눈(劫の眼(アイオンのめ))
서방의 복록석(西方の福緑石(さいほうのユルール))
취옥비의 조각(翠玉碑の欠片(すいぎょくひのかけら)0
ウヴァロバイト・トラペゾヘドロン
왕신(발로르)(王神(バロール))
초록 십자가(올트독스(緑の十字架(みどりのオルトドクス)
취옥 석감당

## 지명
아야메오카 시(綾女ヶ丘市(あやめがおかし))
신 아야메 랜드 마크 타워(新綾女ランドマークタワー(しんあやめランドマークタワー))
虹陵館学園
아야메원(あやめ園)
찻집「치베리아다(ツィベリアダ)」
베벨스부르그 성(ヴェヴェルスブルク城)

## 애니메이션

### 방영 리스트
| 화수 | 서브 타이틀                                                                         | 각본                     | 그림 콘티         | 연출              | 작화 감독                           |
| ---- | ----------------------------------------------------------------------------------- | ------------------------ | ----------------- | ----------------- | ----------------------------------- |
| 01   | 붉은 밤 ~Piros éjszaka (赤い夜 〜Piros éjszaka)                                     | 카네마키 켄이치          | 시모다 마사미     | 시모다 마사미     | 狩野正志                            |
| 02   | 수정의 소녀 ~egy lány -ban kristály (水晶の少女 〜egy lány -ban kristály)           | 카네마키 켄이치          | 博多正寿          | 太田知章          | 洪錫杓 金祈南 金山                  |
| 03   | 고독한 긍지 ~egyedülálló büszkeség (孤独な誇り 〜egyedülálló büszkeség)             | 카네마키 켄이치          | 高村雄太          | 야마구치 요리후사 | 小宮山由美子                        |
| 04   | 가면의 미소 ~a doboz mögött maszk (仮面の微笑 〜a doboz mögött maszk)               | 세키지마 마요리          | 柳瀬雄之          | 秦義人            | 杉本光司                            |
| 05   | 동료와 내일을 위해 ~barátoknak,holnapra (友と明日のために 〜barátoknak,holnapra)    | 카네마키 켄이치 加賀未恵 | 소우토메 코이치로 | 소우토메 코이치로 | 小関雅                              |
| 06   | 마음 흐트러져 ~szíbtép fájdalom (心乱れて 〜szíbtép fájdalom)                       | 카네마키 켄이치          | 細田雅弘          | 細田雅弘          | 小山知洋                            |
| 07   | 비뚤어진 각성 ~kanyargós ébredés (歪んだ覚醒 〜kanyargós ébredés)                   | 카네마키 켄이치          | 川畑喬            | 川畑喬            | 小宮山由美子 谷口繁則               |
| 08   | 땅거미질 때 ~félhomály öv (逢魔が時 〜félhomály öv)                                 | 카네마키 켄이치          | 高村雄太          | 高村雄太          | 清水勝祐 香田智樹 都竹隆治          |
| 09   | 망가진 정 ~törött kötés (壊れた絆 〜törött kötés)                                   | 세키지마 마요리          | 柳瀬雄之          | 秦義人            | 菊池政芳 菊永千里 杉本光司          |
| 10   | 마녀각성 ~bukott angyal (魔女覚醒 〜bukott angyal)                                  | 카네마키 켄이치          | 소우토메 코이치로 | 소우토메 코이치로 | 小関雅                              |
| 11   | 멸망이라는 선택 ~válogatott -hoz kialvás (滅亡という選択 〜válogatott -hoz kialvás) | 세키지마 마요리          | 福島宏之          | 鈴木和弘          | 小山知洋                            |
| 12   | 암야의 시간 (闇夜の暁 〜a sötét hajnal)                                             | 카네마키 켄이치          | 沢村塁            | 시모다 마사미     | 狩野正志 柳瀬雄之 菊池政芳 菊永千里 |